# Columna de la Santíssima Trinitat d'Olomouc
La columna de la Santa Trinitat d'Olomouc a la Regió d'Olomouc, a Moràvia a la (República Txeca) és una columna barroca construïda el 1740 al final d'una epidèmia de pesta. Obra de l'escultor Ondrej Zahner, va ser inclosa a la llista del Patrimoni de la Humanitat de la UNESCO des del 2000.